# Joseph Vialètes de Mortarieu

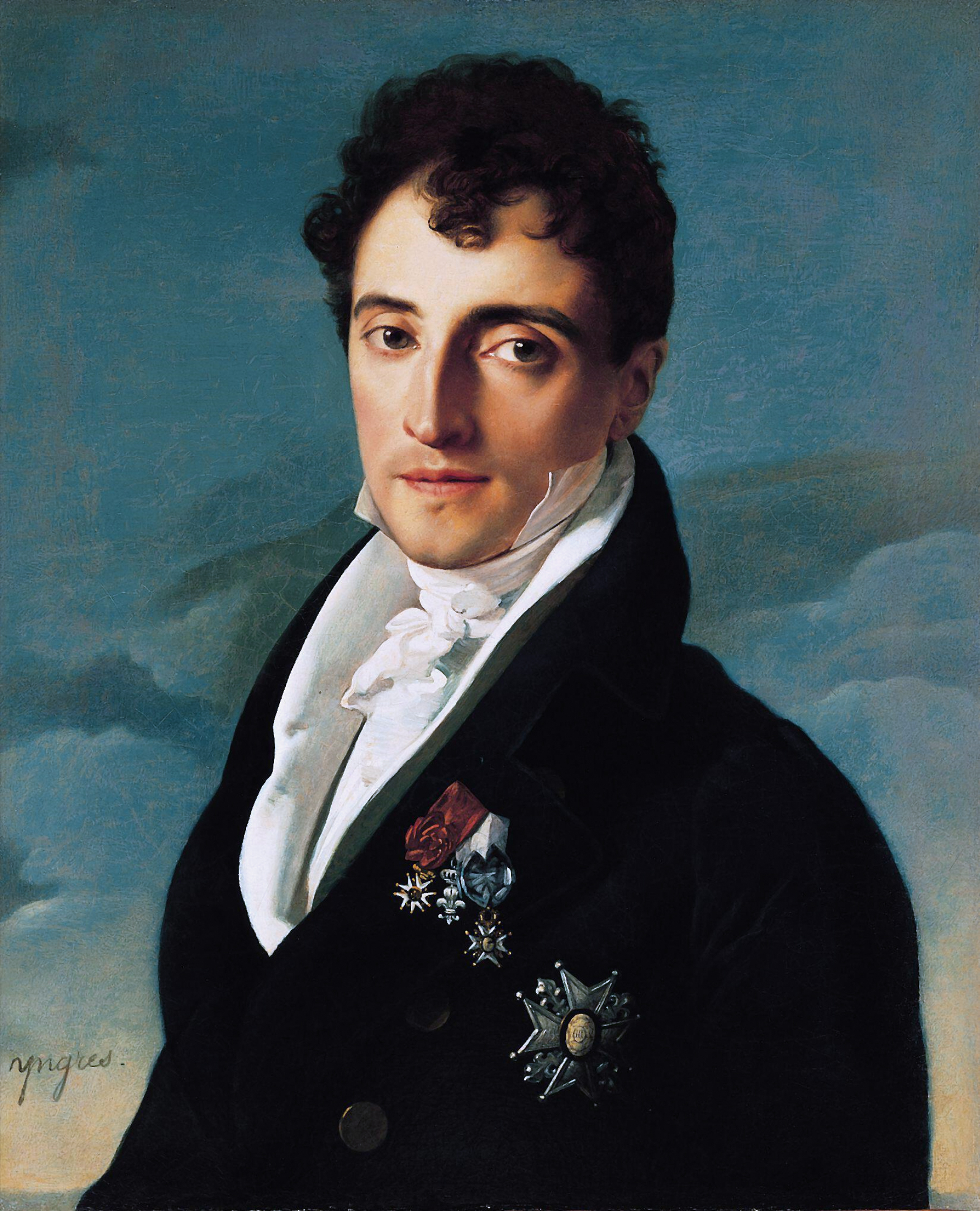
Portret door Jean-Auguste-Dominique Ingres (1805-1806), The Norton Simon Foundation

Joseph-Pierre Vialètes de Mortarieu (Montauban, 13 juni 1768 - aldaar, 3 juli 1849) was een Frans politicus en ambtenaar.
Vialètes de Mortarieu was afkomstig uit de rijke burgerij van Montauban. Hij was de zoon van Paul-Élie Vialètes d'Aignan, een officier, en een neef van Étienne Vialètes, directeur van de koninklijke manufactuur van Montauban waar wollen stoffen (cadis) werden gemaakt. Hij toonde zich aanvankelijk een tegenstander van de Franse Revolutie en was betrokken bij de dood van Franse revolutionairen op 10 mei 1790 in Montauban. Hij vluchtte eind 1792 naar Parijs en keerde pas in 1794 terug naar zijn geboortestad.
In 1805 werd hij burgemeester van Montauban en hij bleef dit tot 1815, met een onderbreking in 1811-1813. Hij zette zich in voor de oprichting van het departement Tarn-et-Garonne met Montauban als hoofdstad (prefectuur). Dit gebeurde in 1808 nadat Vialètes de Mortarieu Napoleon plechtig in de stad had ontvangen. Verder zette hij zich in voor de verfraaiing van de stad. Zo liet hij de Allée de Mortarieu (die later naar hem werd genoemd) aanleggen. 
Hij zetelde in Conseil général van Tarn-et-Garonne tussen 1810 en 1814 en tussen 1816 en 1820. Hij zat de Conseil général voor in 1816-1817 en in 1818-1819. 
Na de de Restauratie schaarde hij zich achter het huis Bourbon. Tussen 1819 en zijn pensioen in 1830 was hij nog prefect van het departement Ariège. Daarna trok hij zich terug in zijn stadspaleis in de Rue Lasserre in Montauban, waar hij in 1849 overleed.
Hij was een kunstliefhebber en -verzamelaar. In 1843 schonk hij 64 schilderijen, voor het merendeel uit de 18e eeuw, aan het museum van Montauban.
Vialètes de Mortarieu werd door Napoleon benoemd tot baron. Ook was hij officier in het Legioen van Eer en lid van de Spaanse Orde van Karel III.